# Trần Ngọc Kỳ
Trần Ngọc Kỳ là nữ diễn viên Trung Quốc đại lục thuộc công ty Phong Cảnh Thịnh Đường - SunLight Media (doanh nghiệp mà Đường Yên là một trong những người sáng lập với vốn điều lệ 3 triệu nhân dân tệ), Trần Ngọc Kỳ được biết đến qua vai diễn trong Cẩm Tú Vị Ương, Hương mật tựa khói sương, Ỷ Thiên Đồ Long Ký (phim truyền hình 2019), Nguyệt Thượng Trùng Hỏa, Kính Song Thành, Xưa Kia Có Ngói Lưu Ly và nhiều bộ phim đang chờ phát sóng.

## Sự nghiệp

### Trước khi ra mắt
Trần Ngọc Kỳ được xem là gương mặt nữ diễn viên trẻ đầy triển vọng của thế hệ 9x. Năm 2011, Trần Ngọc Kỳ thi đỗ chuyên ngành Biểu diễn của Học viện Cẩm Thành - Đại học Tứ Xuyên. Vì muốn rèn luyện thể hình mà ngay từ năm thứ nhất đại học, Ngọc Kỳ đã bắt đầu học vũ đạo. Tháng 5 năm 2014, cô tham gia vở kịch tốt nghiệp Đấu tranh cuối cùng (最后的斗争) trong vai một bà lão hơn 60 tuổi. Cùng năm này, Trần Ngọc Kỳ làm giám chế đồng thời cũng là nữ chính trong ngắn về thanh xuân vườn trường có tên Những năm tháng đã từng để lỡ (被错过的那些年), bộ phim này sau đó đã lọt vào vòng đề cử của giải Kim Mao lần thứ 2. Trần Ngọc Kỳ còn có chứng chỉ nhỏ về chuyên ngành kế toán.

### Ra mắt và hoạt động
Tên Fandom chính thức của Trần Ngọc Kỳ là "Cookie", tiếng Trung là 曲奇 (phát âm: qū qí), tiếng Việt là "Bánh Quy", phiên âm Hán Việt là Khúc Kỳ, chữ "Kỳ" đồng âm với tên Trần Ngọc Kỳ. Màu tiếp ứng là màu vàng.
Năm 2015, Trần Ngọc Kỳ có cơ hội hợp tác cùng Đường Yên trong bộ phim Đại thoại tây du 3 (大话西游3), sau đó cô chính thức ký hợp đồng và trở thành nghệ sĩ trong studio của đàn chị.
Năm 2016, Trần Ngọc Kỳ vào vai Cửu công chúa Thác Bạt Địch trong bộ phim Cẩm Tú Vị Ương (锦绣未央) của Đường Yên và La Tấn. Dù chỉ thể hiện vai phụ, nhưng cô vẫn giành được nhiều thiện cảm của khán giả. Tháng 2 năm 2017, cô giành giải thưởng "Ngôi sao sắc nét mới của năm" trong Liên hoan phim chất lượng phim truyền hình Trung Quốc.
Năm 2017, Trần Ngọc Kỳ gia nhập đoàn phim Tư Lập Thục Sơn Học Viện (私立蜀山学园) đóng cùng Vương Nhất Bác, trong phim cô đóng vai nữ chính Tinh Tuệ.
Năm 2018, Ngọc Kỳ góp mặt trong bộ phim truyền hình ăn khách Hương mật tựa khói sương (香蜜沉沉烬如霜) do Đặng Luân và Dương Tử đóng chính. Trong phim cô vào vai Biện Thành công chúa Lưu Anh.
Đặc biệt, năm 2019, Trần Ngọc Kỳ được chọn vào vai nữ chính Triệu Mẫn trong bộ phim Tân Ỷ Thiên Đồ Long ký (倚天屠龙记).
Năm 2020, Trần Ngọc Kỳ đóng chính hai bộ phim Lưỡng Thế Hoan (đóng với Vu Mông Lung) và Nguyệt Thượng Trùng Hỏa (đóng với La Vân Hi), từng bước tạo dấu ấn trong sự nghiệp diễn xuất của cô.
Cũng trong năm này, Trần Ngọc Kỳ hoàn thành vai diễn Bạch Anh trong bộ phim Kính Song Thành (đóng cùng Lý Dịch Phong, Trịnh Nghiệp Thành) và vai nữ chính Thiệu Tuyết trong phim Xưa Kia Có Ngói Lưu Ly - cũng là bộ phim "hiện đại" đầu tiên mà Trần Ngọc Kỳ thủ vai nữ chính. Bộ phim xoáy sâu vào tình cảm gia đình, tình yêu, cũng như các giá trị văn hóa lịch sử.
Năm 2021, Trần Ngọc Kỳ gia nhập đoàn phim Chuyện Tình Lãng Mạn Vượt Thời Không cùng Hồ Nhất Thiên, trong phim cô vào vai biên kịch nhỏ đáng yêu Kim A Ngân. Phim đóng máy vào tháng 6 cùng năm.
Cuối tháng 6/2021, Trần Ngọc Kỳ gia nhập đoàn phim Phù Đồ Duyên, bộ phim chuyển thể từ tiểu thuyết "Tháp Phù Đồ" của tác giả Vưu Tứ Tỷ, trong phim cô vào vai Bộ Âm Lâu, một phi tần mới nhập cung. Phim đóng máy vào tháng 11 cùng năm.
Tháng 11/ 2021, kịch bản tiếp theo tìm đến Trần Ngọc Kỳ với vai diễn Phạm Tư Tư, một nhân viên công sở trong tựa phim Hôm Nay Phải Cố lên. Phim đóng máy vào tháng 1/2022.
Kì nghỉ Tết 2022, sau hai tháng nghỉ ngơi, Trần Ngọc Kỳ tiếp tục vào vai Xuân Dương trong bộ phim dân quốc Băng Mỏng. Đến năm 2023, cô trở lại màn ảnh rộng với vai diễn A Châu trong Thiên long bát bộ: Kiều Phong truyện. 

## Tác phẩm diễn xuất
| Năm         | Phim                                                   | Tên tiếng Anh                           | Tên tiếng Trung      | Vai diễn                         | Bạn diễn                           | Ghi chú         |
| ----------- | ------------------------------------------------------ | --------------------------------------- | -------------------- | -------------------------------- | ---------------------------------- | --------------- |
| 2014        | Đấu tranh cuối cùng                                    |                                         | 最后的斗争           | Một bà lão hơn 60 tuổi           |                                    | Phim tốt nghiệp |
| 2015        | Đại Thoại Tây Du 3                                     | A Chinese Odyssey Part Three            | 大话西游3            |                                  |                                    |                 |
| 2016        | Cẩm Tú Vị Ương                                         | The Princess Weiyoung                   | 锦绣未央             | Cửu công chúa Thác Bạt Địch      | Lương Chấn Luân                    | Vai phụ         |
| 2017        | Thầy Giáo Thịt Tươi                                    | Fresh Teachers                          | 鲜肉老师             | Trần Lâm                         |                                    | Vai phụ         |
| 2018        | Hương mật tựa khói sương                               | Ashes of Love                           | 香蜜沉沉烬如霜       | Biện Thành công chúa Lưu Anh     | Trâu Đình Uy                       | Vai phụ         |
| 2019        | Ỷ Thiên Đồ Long Ký 2019                                | Heavenly Sword and Dragon Slaying Sabre | 倚天屠龙记           | Triệu Mẫn                        | Tăng Thuấn Hy                      | Vai chính       |
| 2020        | Lưỡng Thế Hoan                                         | Past Life and Life                      | 两世欢               | Nguyên Thanh Ly - Phong Miên Vãn | Vu Mông Lung                       | Vai chính       |
| 2020        | Nguyệt Thượng Trùng Hỏa                                | And The Winner Is Love                  | 月上重火             | Trùng Tuyết Chi                  | La Vân Hi                          | Vai chính       |
| 2021        | Đồ Cổ: Bẫy Trong Bẫy 3 (Danh Sách Bảo Vật Bị Đánh Cắp) | Mystery of Antiques III                 | 古董局中局之掠宝清单 | Hải Lan Châu                     | Khuất Sở Tiêu                      | Vai chính       |
| 2022        | Kính Song Thành                                        | Mirror Twin Cities                      | 镜双城               | Bạch Anh                         | Lý Dịch Phong                      | Vai chính       |
| 2022        | Xưa Kia Có Ngói Lưu Ly                                 | Memory Of Encaustics Tile               | 昔有琉璃瓦           | Thiệu Tuyết                      | Lâm Nhất                           | Vai chính       |
| 2022        | Siêu Thời Không Lãng Mạn                               | See You Again                           | 超时空罗曼史         | Kim A Ngân                       | Hồ Nhất Thiên                      | Vai chính       |
| 2022 - 2023 | Phù Đồ Duyên                                           |                                         | 浮图缘               | Bộ Âm Lâu                        | Vương Hạc Đệ                       | Vai chính       |
| 2023        | Movie Thiên long bát bộ: Kiều Phong truyện             | Sakra                                   | 天龙八部之乔峰传     | A Châu                           | Chân Tử Đan, Lưu Nhã Sắt, Ngô Việt | Vai chính       |
| 2023        | Hôm Nay Phải Cố Lên (Đóng máy 01/2022)                 |                                         | 今日宜加油           | Phạm Tư Tư                       | Trịnh Khải                         | Vai chính       |
| TBA         | Tư Lập Thục Sơn Học Viện (Đóng máy 2017)               | Private Shushan College                 | 私立蜀山学园         | Hậu nhân Nữ Oa Tinh Tuệ          | Vương Nhất Bác, Vương Dĩ Luân      | Vai chính       |
| TBA         | Băng Mỏng (khai máy 03/2022)                           | Thin Ice                                | 薄冰                 | Xuân Dương                       | Bành Quán Anh                      | Vai chính       |
| Đang quay   | Đối Tượng Xem Mắt: Chớ Bỏ Chạy (khai máy 01/2023)      |                                         | 相亲, 站住别跑       | Ngô Ánh Chân                     | Phương Dật Luân                    | Vai chính       |

## Giải thưởng và đề cử
| Năm  | Giải thưởng                                       | Hạng mục                         | Tác phẩm đề cử          | Kết quả   |
| ---- | ------------------------------------------------- | -------------------------------- | ----------------------- | --------- |
| 2017 | China Television Drama Quality Ceremony lần thứ 2 | Diễn viên mới xuất sắc nhất      | Cẩm Tú Vị Ương          | Đoạt giải |
| 2018 | InStyle iLady Icon Awards                         | Nữ nghệ sĩ thế hệ mới của năm    | —                       | Đoạt giải |
| 2019 | Đệ Lục Giới Trung Quốc Điện Thị Hảo Diễn Viên     | Nữ diễn viên chính xuất sắc nhất | Ỷ Thiên Đồ Long Ký 2019 | Đoạt giải |
| 2020 | Tinh Quang Đại Thưởng                             | Diễn viên thịnh hành của năm     | Nguyệt Thượng Trùng Hỏa | Đoạt giải |